# Joey Castillo
Joey Castillo (Gardena, 30 maart 1966) is een Amerikaanse drummer die het best bekend is van de stoner- en desertbands Eagles of Death Metal, Queens of the Stone Age (2002-2012) en Danzig.
Hij is een muzikant uit de Palm Desert Scene.

## Biografie
Castillo groeide op in Gardena, Californië. Hij speelt drum sinds zijn vijftiende. De eerste band waarin hij speelde was Wasted Youth. Na twee albums en meerdere tours werd hij drummer bij Sugartooth. In 1994 sloot hij zich aan bij de band Danzig. Hij bleef bij deze band tot en met 2001 om te drummen bij Goatsnake, nadat de drummer deze band had verlaten. Vanaf 2002 werd hij door Josh Homme gevraagd als drummer voor Queens of the Stone Age. Hij bleef tot 2012 bij deze band.
Sinds 2018 speelt hij bij de californische punkband The Bronx (band).
Castillo heeft ook samengewerkt met bands als Mark Lanegan en Eagles of Death Metal